# Baffo (famiglia)
I Baffo furono una nobile casata veneziana ascritta al patriziato.
Originari di Cipro (più precisamente di Pafo), passarono prima a Parma, poi a Mestre e infine a Venezia nell'827. 
Si distinsero particolarmente per i loro favori nei confronti del clero: ad esempio, eressero la chiesa di San Secondo, sull'omonima isola, e la Chiesa della Maddalena. La tradizione afferma che, nei pressi di quest'ultima, sorgesse un loro fortilizio.
Riguardo alla loro iscrizione nel Libro d'Oro, secondo alcuni erano già presenti nel Maggior Consiglio già prima della Serrata del 1297. La discendenza di questo casato sarebbe già documentata sin dal XII secolo; secondo altri sarebbero stati creati patrizi nel 1310 assieme a quei nobili distintisi durante la Guerra con Genova o la congiura del Tiepolo.
Con il noto poeta vernacolare Giorgio Baffo, che, sposata Cecilia Sagredo, ebbe una sola figlia, si estinse un ramo della famiglia.
Altri patrizi si distinsero sempre a Venezia, tra i quali Domenico (che amministrò le aziende avute in retaggio dai suoi avi, le case alla Giudecca e quella parte di spettanza delle valli di Dragojesolo nella giurisdizione di Torcello, al quale venne concessa il 19 giugno 1785 la cittadinanza di Burano e in seguito l'iscrizione al Libro d'Oro di Torcello) e Giovanni Antonio (nominato ingegnere architetto onorario della casa di S. M. il Re d'Italia) che, nel 1880,  elaborò una vecchia idea di congiungere Venezia con la terraferma.
Il nipote di quest'ultimo, Sig. Dott. Giovanni Baffo, negli anni venti del secolo scorso, si trasferì a Roma dove attualmente risiedono gli ultimi discendenti di questa famiglia.

## Membri illustri
- Salvatore Baffo (XXI secolo), Maresciallo
- Franceschina Baffo (XVI secolo), poetessa
- Lodovico Baffo (XVII secolo), sopracomito di galera, impegnato a Candia e nei Dardanelli;
- Giorgio Baffo (1694-1768), poeta e politico veneziano. Nella sua Histoire de ma vie, Giacomo Casanova afferma di essere stato allievo di Giorgio Baffo in tenera età, e ne parla come di un "genio sublime, poeta nel più lussurioso di tutti i generi, ma grande e unico".[3]
- Cecilia Baffo (nata in realtà da un Venier) che, con il nome di Nûr Bânû, fu la favorita del sultano Selim II e madre di Murad III.
- Sofia Baffo(1550-1619), figlia del governatore (Bailo) di Corfù Leonardo Baffo, che con il nome di Safiye, fu la favorita del sultano Murad III e madre di Mehmed III.